# Florian Neuhaus
Florian Christian Neuhaus (německá výslovnost: [ˈfloːʁiaːn ˈnɔʏ̯haʊ̯s]; * 16. března 1997 Landsberg am Lech) je německý profesionální fotbalista, který hraje na pozici záložníka za německý klub Borussia Mönchengladbach a za německý národní tým.

## Klubová kariéra

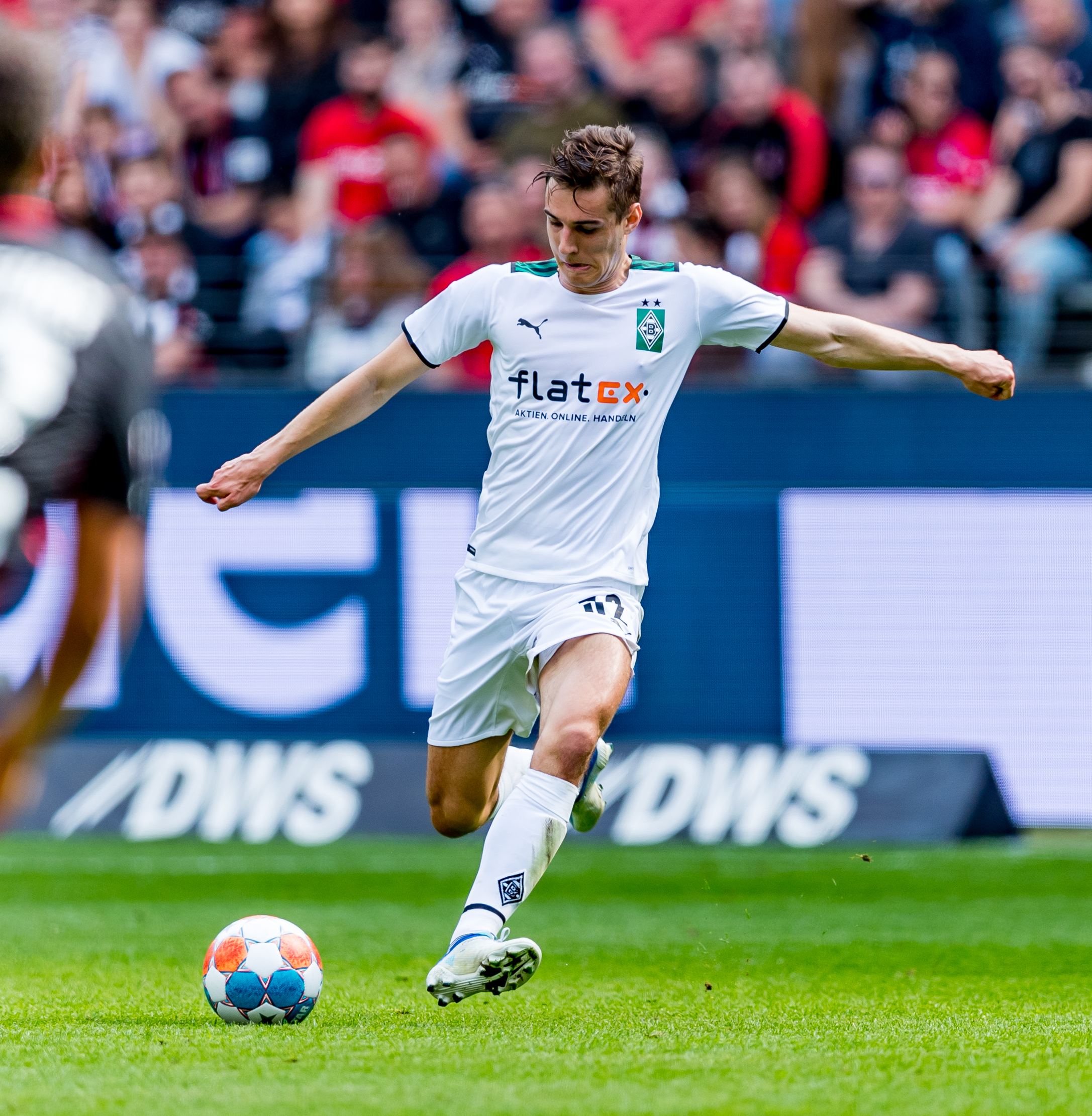
Neuhaus v dresu Borussie Mönchengladbach

Neuhaus se narodil ve městě Landsberg am Lech, ležící asi 65 kilometrů od Mnichova a zahájil svou mládežnickou kariéru v klubu TSV 1860 München. V semifinále německé dorostenecké ligy v roce 2016 vstřelil Neuhaus vítězný gól z poloviny hřiště v 89. minutě utkání proti Borussii Dortmund při vítězství 2:1. Branka byla německým komentátorem Sportschau označena za Gól měsíce.

### Borussia Mönchengladbach
Poté, co zapůsobil svými výkony ve své první profesionální sezóně v dresu Mnichovu 1860 ve 2. Bundeslize, přestoupil v létě 2017 do Borussie Mönchengladbach. Okamžitě odešel na roční hostování do Fortuny Düsseldorf, kde vstřelením šesti gólů a poskytnutím tří asistencí v 27 zápasech pomohl týmu k zisku ligového titulu a k postupu do nejvyšší soutěže.
Dne 19. listopadu 2019 prodloužil Neuhaus smlouvu s klubem až do roku 2024. V době podpisu již Neuhaus nastoupil do 50 utkání za Gladbach ve všech soutěžích, měl na svém kontě pět vstřelených gólů a 10 asistencí. V sezóně 2018/19 nastoupil do 32 z 34 utkání, v sezóně 2019/20 vynechal pouze čtyři zápasy a stal se klíčovou součástí týmu Marca Roseho.
Dne 12. září 2020 vstřelil Neuhaus dva góly v prvním kole DFB-Pokalu proti Oberneulandu při výhře 8:0.

## Reprezentační góly
V září 2020 byl poprvé povolán do německé reprezentace na zápasy Ligy národů UEFA proti Španělsku a Švýcarsku. Debutoval 7. října 2020 v přátelském utkání proti Turecku, ve kterém vstřelil také svůj první reprezentační gól. 19. května 2021 byl nominován na Euro 2020.

## Statistiky

### Klubové
K 20. březnu 2021
| Klub                       | Sezóna  | Liga          | Liga   | Liga | Pohár  | Pohár | Evropské poháry | Evropské poháry | Ostatní | Ostatní | Celkem | Celkem |
| Klub                       | Sezóna  | Liga          | Zápasy | Góly | Zápasy | Góly  | Zápasy          | Góly            | Zápasy  | Góly    | Zápasy | Góly   |
| -------------------------- | ------- | ------------- | ------ | ---- | ------ | ----- | --------------- | --------------- | ------- | ------- | ------ | ------ |
| 1860 München               | 2016/17 | 2. Bundesliga | 12     | 0    | 1      | 0     | 0               | 0               | 0       | 0       | 13     | 0      |
| Borussia Mönchengladbach   | 2017/18 | Bundesliga    | 0      | 0    | 0      | 0     | 0               | 0               | 0       | 0       | 0      | 0      |
| Borussia Mönchengladbach   | 2018/19 | Bundesliga    | 32     | 3    | 2      | 1     | 0               | 0               | 0       | 0       | 34     | 4      |
| Borussia Mönchengladbach   | 2019/20 | Bundesliga    | 30     | 4    | 2      | 0     | 5               | 0               | 0       | 0       | 37     | 4      |
| Borussia Mönchengladbach   | 2020/21 | Bundesliga    | 25     | 5    | 4      | 2     | 8               | 0               | 0       | 0       | 37     | 7      |
| Borussia Mönchengladbach   | Celkem  | Celkem        | 87     | 12   | 8      | 3     | 13              | 0               | 0       | 0       | 108    | 15     |
| Fortuna Düsseldorf (host.) | 2017/18 | 2. Bundesliga | 27     | 6    | 2      | 0     | 0               | 0               | 0       | 0       | 29     | 6      |
| Celkem                     | Celkem  | Celkem        | 126    | 18   | 11     | 3     | 13              | 0               | 0       | 0       | 150    | 21     |

### Reprezentační
K 28. březnu 2021
| Německo | Německo | Německo |
| Rok     | Zápasy  | Góly    |
| ------- | ------- | ------- |
| 2020    | 3       | 1       |
| 2021    | 2       | 0       |
| Celkem  | 5       | 1       |

K zápasu odehranému 28. března 2021. Skóre a výsledky Německa jsou vždy zapisovány jako první.
| Gól | Datum         | Místo                                | Soupeř  | Skóre | Výsledek | Soutěž          |
| --- | ------------- | ------------------------------------ | ------- | ----- | -------- | --------------- |
| 1.  | 7. října 2020 | Köln Arena, Kolín nad Rýnem, Německo | Turecko | 2:1   | 3:3      | Přátelský zápas |

## Ocenění

### Klubová

#### Fortuna Düsseldorf
- 2. Bundesliga: 2017/18